# Marella Discovery
Le Marella Discovery, anciennement Splendour of the Seas, est un paquebot de croisière de classe Vision construit en 1996 par les Chantiers de l'Atlantique à Saint-Nazaire pour le compte de la Royal Caribbean International et sous les couleurs de Royal Caribbean Cruise Line.
Son sister-ship de sous-classe est le Legend of the Seas.
De fin octobre à fin novembre 2011, celui-ci est entièrement rénové : (décoration, réagencement des espaces publics, ajout de 124 balcons, agrandissement de l'aileron de passerelle, ajout d'un "duck tail" à l'arrière du navire...).
Ces modifications lui ont permis de retrouver une certaine fraîcheur et d'améliorer le confort à bord.
En Mars 2015, il est cédé au Groupe TUI, il est alors renommé TUI Discovery et mis en service en 2016.

## Caractéristiques
- 1 stabilisateur anti-roulis à 2 ailerons repliables.
- Locaux publics : 902 cabines : 575 externes et 327 internes
- 1 restaurant (1 100 places), 1 salon-salle de spectacles (850 places), 1 grand-salon (600 places), 2 bars-buffets (350 places chacun), 1 bar-club (120 places), 1 casino (250 places), 1 centre de conférences (100 places), 1 salon panoramique (200 places), 2 piscines